# Comté de Barcoo
Pour les articles homonymes, voir Barcoo.
Le comté de Barcoo est une zone d'administration locale au sud-ouest du Queensland en Australie.
Le comté comprend les villes de :
- Jundah ;
- Stonehenge ;
- Windorah.

Le comté doit son nom à la Barcoo River, une rivière du comté dont le nom est d'origine aborigène.